# Eudaemonema
Eudaemonema è un genere di mammiferi estinti, forse appartenenti ai dermotteri. Visse tra il Paleocene medio e il Paleocene superiore (circa 62 - 57 milioni di anni fa) e i suoi resti fossili sono stati ritrovati in Nordamerica.

## Descrizione
Noto solo per frammenti di mascelle, mandibole e denti, questo animale è molto poco conosciuto e una ricostruzione è quindi impossibile. In generale, la dentatura ricorda quella del più noto Mixodectes, ma se ne differenziava per alcune caratteristiche. Le cuspidi, ad esempio, erano più appuntite e distinte. Sui molari superiori, l'ipocono era prominente e si proiettava verso l'interno, mentre il paraconulo e il metaconulo erano molto netti. La mandibola, invece, era piuttosto primitiva ma con alcune caratteristiche specializzate. Era ancora presente il primo premolare, ma la morfologia dei premolari posteriori era complessa. Analogamente al plagiomenide arcaico Elpidophorus, era presente una cresta sul talonide dei molari, tra l'ipoconide e il metaconide, che tendeva a formare una piccola cuspide accessoria. 

## Classificazione
Eudaemonema era un tipico rappresentante dei mixodectidi (Mixodectidae), un gruppo di mammiferi paleocenici a volte avvicinati ai plesiadapiformi, altre volte ai primati e altre ancora ai dermotteri. Eudaemonema venne descritto per la prima volta da George Gaylord Simpson nel 1935, sulla base di resti fossili rinvenuti in Montana in terreni del Paleocene superiore; la specie tipo è Eudaemonema cuspidata, nota anche da località in Alberta e Wyoming. Altre specie sono E. bohachae dell'Alberta ed E. webbi, sempre dell'Alberta, che rappresenta il mixodectide più recente. 